# Robert Boyd (Anthropologe)
Robert Boyd (* 11. Februar 1948 in San Francisco, Kalifornien) ist ein US-amerikanischer Anthropologe. Er ist Professor am Department für Anthropologie an der Arizona State University. Sein Forschungsinteresse gilt der Evolutionspsychologie und insbesondere den evolutionären Wurzeln von Kultur. Zusammen mit seiner Ehefrau Joan B. Silk ist er Autor des Lehrbuchs How Humans Evolved.

## Leben
Boyd studierte zunächst Physik (B.A., 1970) an der University of California, San Diego. 1975 erhielt er seinen PhD in Ökologie an der University of California, Davis. von 1980 bis 1984 war er Assistant Professor am Department für Forst- und Umweltwissenschaften an der Duke University. Danach lehrte er zwei Jahre am Department für Anthropologie der Emory University. Von 1988 bis 2012 war Boyd am Department für Anthropologie der University of California, Los Angeles (UCLA). Seit 2012 hat er eine Professur an der Arizona State University inne.
2024 wurde Boyd zum Mitglied der American Academy of Arts and Sciences gewählt, 2025 zum Mitglied der National Academy of Sciences.

## Bücher
- Robert Boyd & Peter J. Richerson: Culture and the Evolutionary Process. University Of Chicago Press, 1985. ISBN 0226069338.
- Robert Boyd & Joan B. Silk: How Humans Evolved. W. W. Norton, 1996. Fünfte Auflage 2008. ISBN 0393932710.
- Peter J. Richerson & Robert Boyd: Not by Genes Alone: How culture transformed human evolution. University of Chicago Press, 2004. ISBN 0226712125.
- Robert Boyd & Peter J. Richerson: The Origin and Evolution of Cultures. Oxford University Press, 2004. ISBN 019518145X.
- Joseph Henrich, Robert Boyd, Samuel Bowles, Colin Camerer, Ernst Fehr, Herbert Gintis (Hrsg.): The Foundations of Human Sociality: Economic experiments and ethnographic evidence from fifteen small-scale societies. Oxford University Press, 2004. ISBN 0199262047.
- Herbert Gintis, Samuel Bowles, Ernst Fehr, Robert Boyd (Hrsg.): Moral Sentiments and Material Interests: The foundations of cooperation in economic life. MIT Press, 2004. ISBN 0262572370.